# Fast Loud Death
Fast Loud Death es el primer álbum de estudio de la banda finlandesa de thrash metal Lost Society, lanzado el 15 de marzo de 2013.

## Lista de canciones
1. "N.W.L." – 2:22
2. "Trash All over You" – 3:41
3. "E.A.G." – 2:20
4. "Kill (Those Who Oppose Me)" – 2:17
5. "Bitch, Out' My Way" – 4:02
6. "Fast Loud Death" – 3:26
7. "Lead Through the Head" – 3:14
8. "Diary of a Thrashman" – 2:42
9. "Toxic Avenger" – 1:08
10. "This Is Me" – 2:43
11. "Braindead Metalhead" – 3:27
12. "Piss out My Ass" – 2:00
13. "Fatal Anoxia" – 2:27
14. "Escape From Delirium" (bonus track) – 4:08
15. "I Stole Your Love (KISS cover)" (bonus track) – 3:23

## Créditos
- Samy Elbanna - voz, guitarra
- Arttu Lesonen - guitarra
- Mirko Lehtinen - bajo
- Ossi Paananen - batería

- Datos: Q11697701